# Давидов Микола Михайлович
Микола Михайлович Давидов (17 травня 1890, місто Нижній Новгород, тепер Російська Федерація — 19 квітня 1963, місто Свердловськ, тепер Єкатеринбург, Російська Федерація) — радянський діяч, революціонер. Член ВЦВК та ЦВК СРСР. Член Центральної контрольної комісії ВКП(б) у 1925—1927 роках. 

## Життєпис
Працював робітником. Брав участь у революційному русі з 1904 року.
Член РСДРП з 1906 року. У 1906—1909 роках — член Єкатеринбурзького комітету РСДРП.
У 1909 році заарештований за революційну діяльність, сидів у в'язниці. У 1910 році засуджений на три роки до адміністративної висилки в Кем Архангельської губернії. У 1912 році був звільнений.
У 1914 році — голова правління Верх-Ісетських кас хворих Пермської губернії. У 1914 році заарештований за революційну діяльність, деякий час сидів у в'язниці.
У 1917 році — секретар Верх-Ісетського підрайонного комітету РСДРП(б) Пермської губернії.
З березня 1917 року — член виконавчого комітету і заступник голови Єкатеринбурзької міської ради Пермської губернії.
У грудні 1917 — 1918 року — голова правління Верх-Ісетського гірничо-заводського округу Пермської губернії.
З липня 1918 по липень 1919 року — на політичній роботі в Червоній армії, учасник громадянської війни в Росії.
У 1919—1924 роках — директор Верх-Ісетського заводу (Єкатеринбурзька губернія — Уральська область).
У 1924—1927 роках — секретар Партійної колегії Уральської обласної контрольної комісії РКП(б) — заступник голови Уральської обласної контрольної комісії ВКП(б).
У грудні 1927 — січні 1930 року — директор Верх-Ісетського заводу Уральської області.
У 1930—1931 роках — член правління тресту Уральської металургійної промисловості («Уралмет») у Свердловську.
У 1931—1935 роках — начальник сектору перевірки управління, начальник сектору кадрів, начальник відділу товарів широкого вжитку об'єднання «Східсталь» у Свердловську.
Потім — персональний пенсіонер у місті Свердловську.
Помер 19 квітня 1963 року. Похований на Івановському цвинтарі Свердловська (Єкатеринбурга).

## Нагороди
- два ордени Леніна (1962)